# سيسنا
شركة سيسنا لصناعة الطائرات (بالإنجليزية: Cessna Aircraft Company)‏ شركة أمريكية تعمل في ميدان الصناعات الجوية. يقع مقرها بويشيتا كنساس. تتنوع صناعتها ما بين الطائرات ذات المحرك الواحد الخفيفة بمقعدين إلى طائرات الجات للأعمال.
وتعتبر سيسنا من أفضل طائرات تدريب الطيران لما تتمتع به من استقرار وصلابة وأمان.
تحمل الشركة اسم مؤسسها كلايد سيسنا فيرنون المزارع بولاية الكنساس الأمريكية والذي نجح في بناء طائرة خشبية سنة 1911.

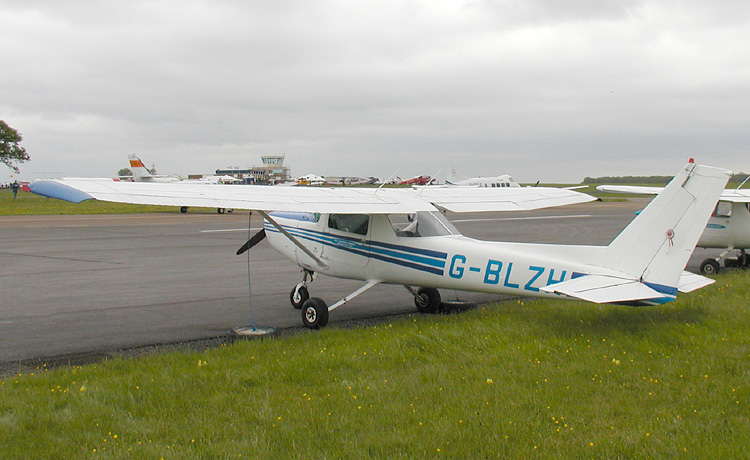
سيسنا 152

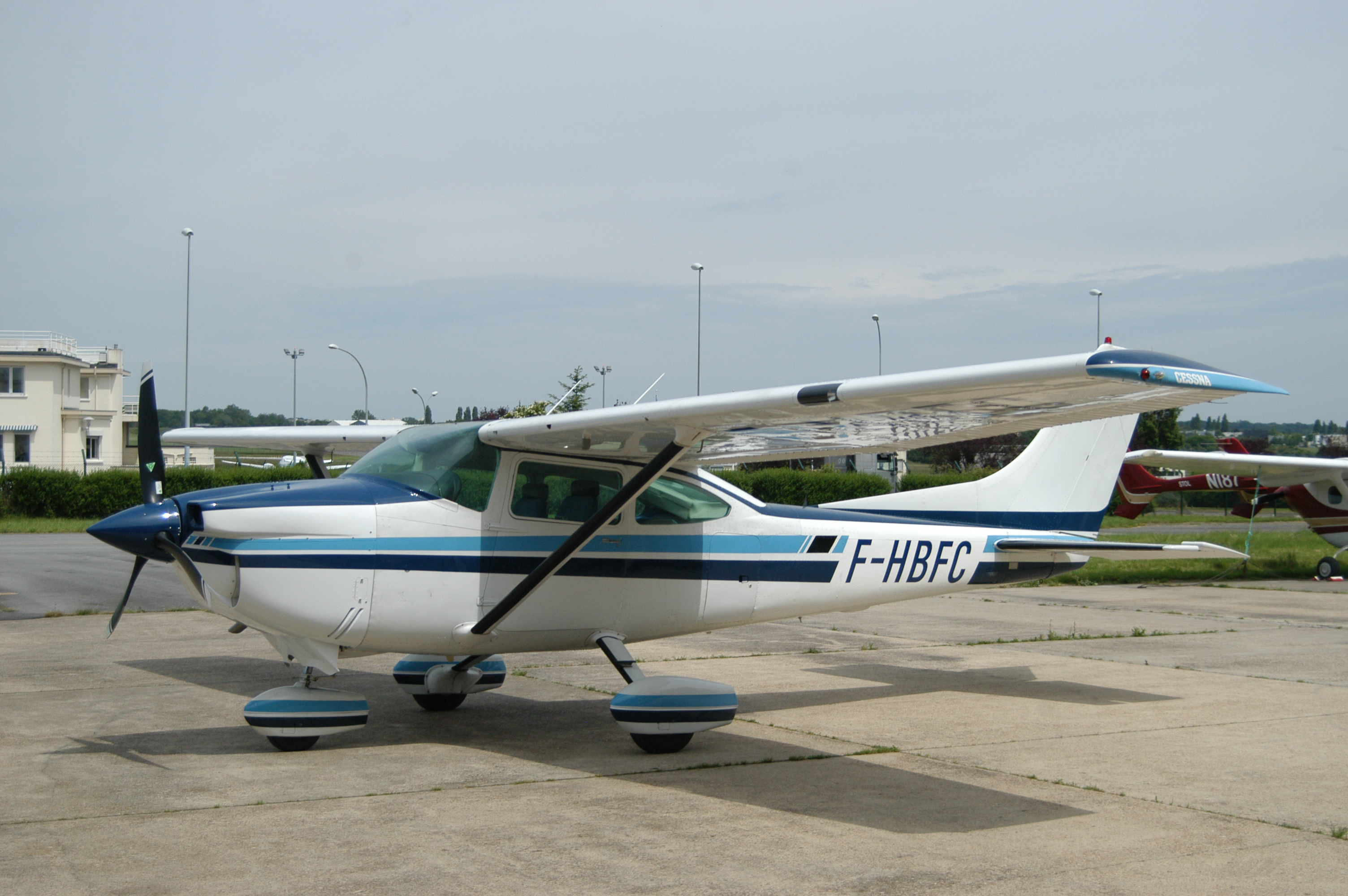
سيسنا 182 بمحرك SMA SR305-230

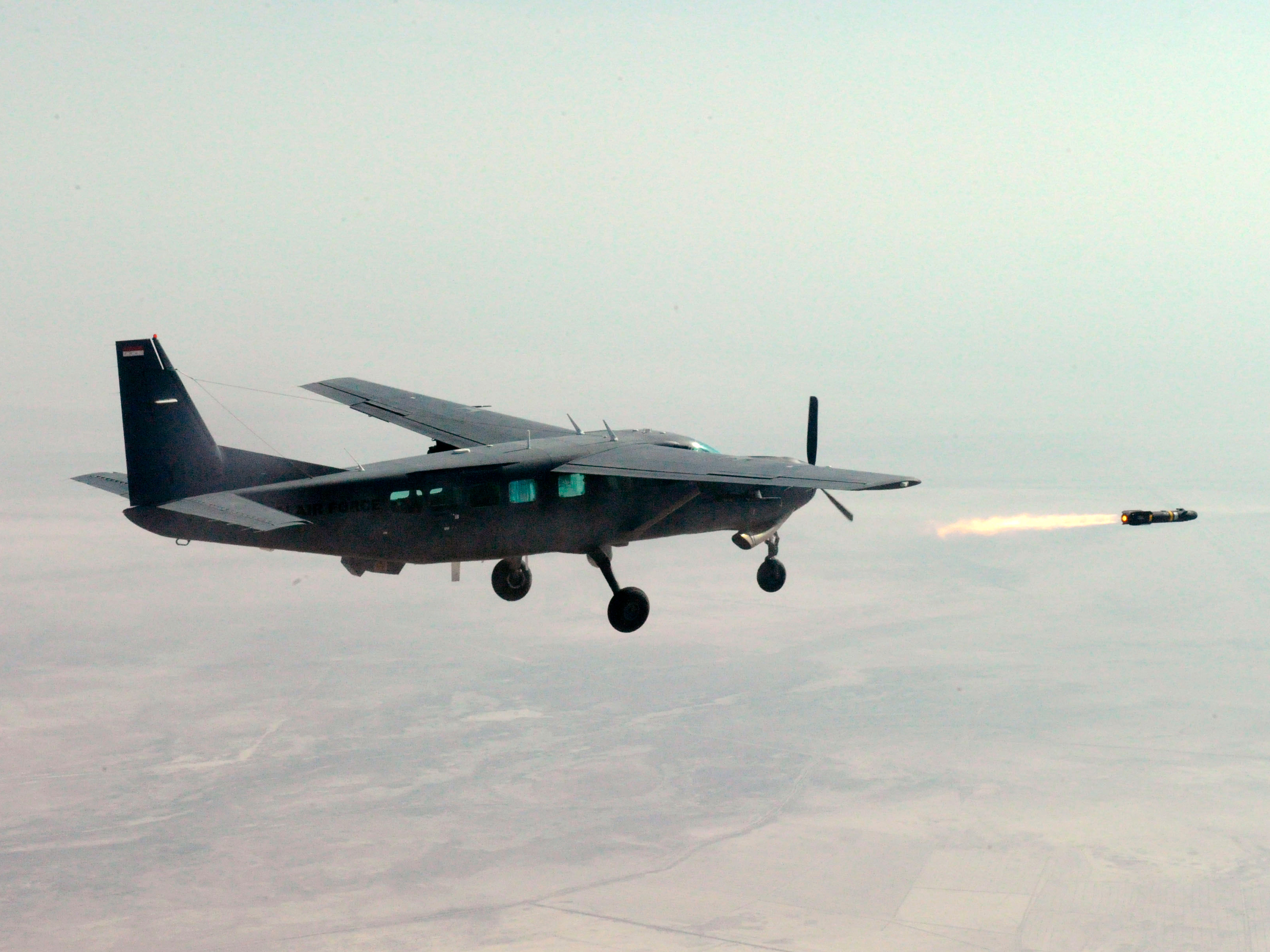
طائرة سيسنا 208 كارافان عسكرية تابعة للقوة الجوية العراقية تطلق صاروخ هيلفاير

- الموقع الرسمي لسيسنا